# Campionati mondiali di sci nordico 2005

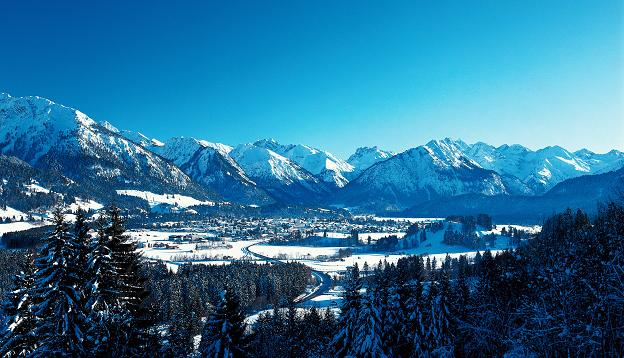
Veduta di Oberstdorf

I Campionati mondiali di sci nordico 2005, quarantacinquesima edizione della manifestazione, si svolsero dal 16 al 27 febbraio a Oberstdorf, in Germania. Vennero assegnati diciannove titoli.
Rispetto all'edizione precedente furono introdotte alcune variazioni nel programma.
Nel salto con gli sci si tornò a disputare due gare a squadre (come già a Lahti 2001), dal trampolino normale e dal trampolino lungo, anziché una sola.
Nello sci di fondo furono soppresse la 30 km maschile e la 15 km femminile; per contro, debuttarono due gare sprint a squadre, una maschile (6x1,2 km) e una femminile (6x0,9 km). Cambiò anche la ripartizione delle gare tra tecnica libera e tecnica classica: in campo maschile la 15 km fu a tecnica libera e la 50 km a tecnica classica; in campo femminile la 10 km divenne a tecnica libera e la 30 km a tecnica classica. Anche le distanze subirono variazioni. Le gare sprint individuali si disputarono sulla distanza di 1,2 km per gli uomini e di 0,9 km per le donne, anziché 1,5 km per entrambi; la gara a inseguimento maschile divenne 15 km + 15 km anziché 10 km + 10 km, quella femminile 7,5 km + 7,5 km anziché 5 km + 5 km.

## Risultati

### Uomini

#### Combinata nordica

##### Sprint
| Posizione | Atleta           | Nazione   | Tempo   |
| --------- | ---------------- | --------- | ------- |
| 1         | Ronny Ackermann  | Germania  | 20:15,6 |
| 2         | Magnus Moan      | Norvegia  | 20:26,7 |
| 3         | Kristian Hammer  | Norvegia  | 20:53,3 |
| 4         | Björn Kircheisen | Germania  | 20:58,6 |
| 5         | Michael Gruber   | Austria   | 21:04,6 |
| 6         | Anssi Koivuranta | Finlandia | 21:13,4 |

27 febbraio

Trampolino: Schattenberg K120

Fondo: 7,5 km

##### Individuale
| Posizione | Atleta           | Nazione   | Punti   |
| --------- | ---------------- | --------- | ------- |
| 1         | Ronny Ackermann  | Germania  | 38:56,2 |
| 2         | Björn Kircheisen | Germania  | 38:57,6 |
| 3         | Felix Gottwald   | Austria   | 38:59,4 |
| 4         | Magnus Moan      | Norvegia  | 39:00,2 |
| 5         | Antti Kuisma     | Finlandia | 39:00,2 |
| 6         | Michael Gruber   | Austria   | 39:13,9 |

18 febbraio

Trampolino: Schattenberg K90

Fondo: 15 km

##### Gara a squadre
| Posizione | Nazione     | Atleti                                                           | Tempo   |
| --------- | ----------- | ---------------------------------------------------------------- | ------- |
| 1         | Norvegia    | Petter Tande Håvard Klemetsen Magnus Moan Kristian Hammer        | 49:45,5 |
| 2         | Germania    | Sebastian Haseney Georg Hettich Björn Kircheisen Ronny Ackermann | 49:52,6 |
| 3         | Austria     | Michael Gruber Christoph Bieler David Kreiner Felix Gottwald     | 49:52,9 |
| 4         | Finlandia   | Antti Kuisma Jaakko Tallus Jouni Kaitainen Hannu Manninen        | 50:55,0 |
| 5         | Stati Uniti | Bill Demong Carl Van Loan Todd Lodwick Johnny Spillane           | 51:14,9 |
| 6         | Svizzera    | Andreas Hurschler Ronny Heer Jan Schmid Ivan Rieder              | 52:29,5 |

23 febbraio

Trampolino: Schattenberg K120

Fondo: 4x5 km

#### Salto con gli sci

##### Trampolino normale
| Posizione | Atleta              | Nazione   | Punti |
| --------- | ------------------- | --------- | ----- |
| 1         | Rok Benkovič        | Slovenia  | 256,0 |
| 2         | Jakub Janda         | Rep. Ceca | 249,5 |
| 3         | Janne Ahonen        | Finlandia | 249,0 |
| 4         | Bjørn Einar Romøren | Norvegia  | 248,0 |
| 5         | Georg Späth         | Germania  | 247,5 |
| 6         | Jernej Damjan       | Slovenia  | 246,0 |
|           | Wolfgang Loitzl     | Austria   | 246,0 |
|           | Adam Małysz         | Polonia   | 246,0 |

19 febbraio

Trampolino: Schattenberg K90

##### Trampolino lungo
| Posizione | Atleta          | Nazione   | Punti |
| --------- | --------------- | --------- | ----- |
| 1         | Janne Ahonen    | Finlandia | 313,2 |
| 2         | Roar Ljøkelsøy  | Norvegia  | 307,2 |
| 3         | Jakub Janda     | Rep. Ceca | 304,2 |
| 4         | Lars Bystøl     | Norvegia  | 300,4 |
| 5         | Rok Benkovič    | Slovenia  | 300,0 |
| 6         | Matti Hautamäki | Finlandia | 294,5 |

20 febbraio

Trampolino: Schattenberg K120

##### Gara a squadre dal trampolino normale
| Posizione | Nazione   | Atleti                                                               | Punti |
| --------- | --------- | -------------------------------------------------------------------- | ----- |
| 1         | Austria   | Wolfgang Loitzl Andreas Widhölzl Thomas Morgenstern Martin Höllwarth | 970,5 |
| 2         | Germania  | Michael Neumayer Martin Schmitt Michael Uhrmann Georg Späth          | 964,0 |
| 3         | Slovenia  | Primož Peterka Jure Bogataj Rok Benkovič Jernej Damjan               | 929,5 |
| 4         | Finlandia | Matti Hautamäki Jussi Hautamäki Risto Jussilainen Janne Ahonen       | 928,0 |
| 5         | Russia    | Il'dar Fatkullin Dmitrij Ipatov Denis Kornilov Dmitrij Vasil'ev      | 899,5 |
| 6         | Polonia   | Kamil Stoch Marcin Bachleda Adam Małysz Robert Mateja                | 859,0 |

20 febbraio

Trampolino: Schattenberg K90

##### Gara a squadre dal trampolino lungo
| Posizione | Nazione   | Atleti                                                               | Punti   |
| --------- | --------- | -------------------------------------------------------------------- | ------- |
| 1         | Austria   | Wolfgang Loitzl Andreas Widhölzl Thomas Morgenstern Martin Höllwarth | 1.137,3 |
| 2         | Finlandia | Risto Jussilainen Tami Kiuru Matti Hautamäki Janne Ahonen            | 1.122,9 |
| 3         | Norvegia  | Bjørn Einar Romøren Sigurd Pettersen Lars Bystøl Roar Ljøkelsøy      | 1.113,5 |
| 4         | Slovenia  | Primož Peterka Jure Bogataj Jernej Damjan Rok Benkovič               | 1004,6  |
| 5         | Germania  | Martin Schmitt Jörg Ritzerfeld Michael Uhrmann Georg Späth           | 985,6   |
| 6         | Russia    | Il'dar Fatkullin Dmitrij Ipatov Denis Kornilov Dmitrij Vasil'ev      | 933,6   |

26 febbraio

Trampolino: Schattenberg K120

#### Sci di fondo

##### 15 km
| Posizione | Atleta                | Nazione   | Tempo   |
| --------- | --------------------- | --------- | ------- |
| 1         | Pietro Piller Cottrer | Italia    | 34:44,9 |
| 2         | Fulvio Valbusa        | Italia    | 35:00,9 |
| 3         | Tore Ruud Hofstad     | Norvegia  | 35:03,9 |
| 4         | Lars Berger           | Norvegia  | 35:06,6 |
| 5         | Lukáš Bauer           | Rep. Ceca | 35:08,3 |
| 6         | Vincent Vittoz        | Francia   | 35:08,7 |

17 febbraio

Tecnica libera

##### 50 km
| Posizione | Atleta              | Nazione   | Tempo     |
| --------- | ------------------- | --------- | --------- |
| 1         | Frode Estil         | Norvegia  | 2:30:10,1 |
| 2         | Anders Aukland      | Norvegia  | 2:30:10,8 |
| 3         | Odd-Bjørn Hjelmeset | Norvegia  | 2:30:11,5 |
| 4         | Andrus Veerpalu     | Estonia   | 2:30:15,1 |
| 5         | Mathias Fredriksson | Svezia    | 2:30:18,3 |
| 6         | Milan Šperl         | Rep. Ceca | 2:30:18,3 |

27 febbraio

Tecnica classica

Partenza in linea

##### Sprint 1,2 km
| Posizione | Atleta              | Nazione  |
| --------- | ------------------- | -------- |
| 1         | Vasilij Ročev       | Russia   |
| 2         | Tor-Arne Hetland    | Norvegia |
| 3         | Thobias Fredriksson | Svezia   |
| 4         | Björn Lind          | Svezia   |
| 5         | Odd-Bjørn Hjelmeset | Norvegia |
| 6         | Mats Larsson        | Svezia   |

22 febbraio

Tecnica libera

##### Inseguimento 30 km
| Posizione | Atleta            | Nazione     | Tempo     |
| --------- | ----------------- | ----------- | --------- |
| 1         | Vincent Vittoz    | Francia     | 1:19:20,5 |
| 2         | Giorgio Di Centa  | Italia      | 1:19:21,3 |
| 3         | Frode Estil       | Norvegia    | 1:19:21,3 |
| 4         | Martin Bajčičák   | Slovacchia  | 1:19:21,8 |
| 5         | Anders Södergren  | Svezia      | 1:19:22,6 |
| 6         | Sjarhej Dalidovič | Bielorussia | 1:19:29,3 |

20 febbraio

15 km a tecnica classica + 15 km a tecnica libera

##### Sprint a squadre 6x1,2 km
| Posizione | Nazione   | Atleti                              |
| --------- | --------- | ----------------------------------- |
| 1         | Norvegia  | Tore Ruud Hofstad Tor-Arne Hetland  |
| 2         | Germania  | Jens Filbrich Axel Teichmann        |
| 3         | Rep. Ceca | Dušan Kožíšek Martin Koukal         |
| 4         | Italia    | Cristian Zorzi Freddy Schwienbacher |
| 5         | Francia   | Emmanuel Jonnier Vincent Vittoz     |
| 6         | Canada    | Devon Kershaw George Grey           |

25 febbraio

6 frazioni a tecnica libera

##### Staffetta 4x10 km
| Posizione | Nazione  | Atleti                                                                           | Tempo     |
| --------- | -------- | -------------------------------------------------------------------------------- | --------- |
| 1         | Norvegia | Odd-Bjørn Hjelmeset Frode Estil Lars Berger Tore Ruud Hofstad                    | 1:39:04,4 |
| 2         | Germania | Jens Filbrich Andreas Schlütter Tobias Angerer Axel Teichmann                    | 1:39:22,1 |
| 3         | Russia   | Nikolaj Pankratov Vasilij Ročev Evgenij Dement'ev Nikolaj Bol'šakov              | 1:39:23,1 |
| 4         | Italia   | Giorgio Di Centa Fulvio Valbusa Pietro Piller Cottrer Cristian Zorzi             | 1:39:43,3 |
| 5         | Austria  | Martin Tauber Michail Botvinov Roland Diethart Christian Hoffmann                | 1:40:40,9 |
| 6         | Francia  | Christophe Perrillat-Collomb Vincent Vittoz Emmanuel Jonnier Alexandre Rousselet | 1:40:42,0 |

24 febbraio

2 frazioni a tecnica classica + 2 frazioni a tecnica libera

### Donne

#### Sci di fondo

##### 10 km
| Posizione | Atleta               | Nazione   | Tempo   |
| --------- | -------------------- | --------- | ------- |
| 1         | Kateřina Neumannová  | Rep. Ceca | 26:27,6 |
| 2         | Julija Čepalova      | Russia    | 26:28,8 |
| 3         | Marit Bjørgen        | Norvegia  | 26:42,8 |
| 4         | Kristina Šmigun-Vähi | Estonia   | 26:46,2 |
| 5         | Natal'ja Baranova    | Russia    | 26:59,1 |
| 6         | Ol'ga Zav'jalova     | Russia    | 27:00,3 |

17 febbraio

Tecnica libera

##### 30 km
| Posizione | Atleta              | Nazione   | Tempo     |
| --------- | ------------------- | --------- | --------- |
| 1         | Marit Bjørgen       | Norvegia  | 1:27:05,8 |
| 2         | Virpi Kuitunen      | Finlandia | 1:27:14,7 |
| 3         | Natal'ja Baranova   | Russia    | 1:27:16,1 |
| 4         | Justyna Kowalczyk   | Polonia   | 1:27:18,6 |
| 5         | Aino-Kaisa Saarinen | Finlandia | 1:27:21,7 |
| 6         | Larisa Kurkina      | Russia    | 1:27:22,4 |

26 febbraio

Tecnica classica

Partenza in linea

##### Sprint 0,9 km
| Posizione | Atleta         | Nazione   |
| --------- | -------------- | --------- |
| 1         | Emelie Öhrstig | Svezia    |
| 2         | Lina Andersson | Svezia    |
| 3         | Sara Renner    | Canada    |
| 4         | Anna Olsson    | Svezia    |
| 5         | Virpi Kuitunen | Finlandia |
| 6         | Viola Bauer    | Germania  |

22 febbraio

Tecnica libera

##### Inseguimento 15 km
| Posizione | Atleta                 | Nazione  | Tempo   |
| --------- | ---------------------- | -------- | ------- |
| 1         | Julija Čepalova        | Russia   | 42:16,8 |
| 2         | Marit Bjørgen          | Norvegia | 42:32,5 |
| 3         | Kristin Størmer Steira | Norvegia | 42:42,7 |
| 4         | Beckie Scott           | Canada   | 42:51,9 |
| 5         | Gabriella Paruzzi      | Italia   | 42:55,1 |
| 6         | Natal'ja Baranova      | Russia   | 42:57,4 |

19 febbraio

7,5 km a tecnica classica + 7,5 km a tecnica libera

##### Sprint a squadre 6x0,9 km
| Posizione | Nazione   | Atlete                                     |
| --------- | --------- | ------------------------------------------ |
| 1         | Norvegia  | Hilde Gjermundshaug Pedersen Marit Bjørgen |
| 2         | Finlandia | Riitta-Liisa Roponen Pirjo Muranen         |
| 3         | Russia    | Julija Čepalova Alëna Sid'ko               |
| 4         | Germania  | Viola Bauer Claudia Nystad                 |
| 5         | Italia    | Arianna Follis Sabina Valbusa              |
| 6         | Francia   | Aurélie Storti Karine Laurent Philippot    |

25 febbraio

6 frazioni a tecnica libera

##### Staffetta 4x5 km
| Posizione | Nazione   | Atlete                                                                             | Tempo   |
| --------- | --------- | ---------------------------------------------------------------------------------- | ------- |
| 1         | Norvegia  | Vibeke Skofterud Hilde Gjermundshaug Pedersen Kristin Størmer Steira Marit Bjørgen | 57:15,7 |
| 2         | Russia    | Larisa Kurkina Natal'ja Baranova Evgenija Medvedeva Julija Čepalova                | 57:23,3 |
| 3         | Italia    | Gabriella Paruzzi Antonella Confortola Sabina Valbusa Arianna Follis               | 58:05,4 |
| 4         | Germania  | Stefanie Böhler Viola Bauer Evi Sachenbacher-Stehle Claudia Nystad                 | 58:27,0 |
| 5         | Finlandia | Kirsi Välimaa Virpi Kuitunen Aino-Kaisa Saarinen Riitta-Liisa Roponen              | 58:40,8 |
| 6         | Rep. Ceca | Helena Erbenová Kamila Rajdlová Kateřina Neumannová Ivana Janečková                | 58:45,8 |

21 febbraio

2 frazioni a tecnica classica + 2 frazioni a tecnica libera

## Medagliere per nazioni
| Posizione | Nazione   | Oro | Argento | Bronzo | Totale |
| --------- | --------- | --- | ------- | ------ | ------ |
| 1         | Norvegia  | 7   | 5       | 7      | 19     |
| 2         | Germania  | 2   | 5       | 0      | 7      |
| 3         | Russia    | 2   | 2       | 3      | 7      |
| 4         | Austria   | 2   | 0       | 2      | 4      |
| 5         | Finlandia | 1   | 3       | 1      | 5      |
| 6         | Italia    | 1   | 2       | 1      | 4      |
| 7         | Rep. Ceca | 1   | 1       | 2      | 4      |
| 8         | Svezia    | 1   | 1       | 1      | 3      |
| 9         | Slovenia  | 1   | 0       | 1      | 2      |
| 10        | Francia   | 1   | 0       | 0      | 1      |
| 11        | Canada    | 0   | 0       | 1      | 1      |